# Dybowik
Dybowik (bułg. Дъбовик) – wieś w Bułgarii, w obwodzie Dobricz, w gminie Generał Toszewo. Według danych szacunkowych Ujednoliconego Systemu Ewidencji Ludności oraz Usług Administracyjnych dla Ludności, 15 września 2022 roku miejscowość liczyła 122 mieszkańców.

## Osoby związane z miejscowością

### Urodzeni
- Iwan Georgiew (1931–1992) – bułgarski śpiewak narodowy
- Izidora Pejsach (Dora Gabe; 1888–1983) – bułgarska pisarka, we wsi istnieje czitaliszte im. właśnie Dory Gabe